# Bill Krisher
Bill Krisher (Perry, Oklahoma; 18 de septiembre de 1935 – Dallas, Texas; 29 de julio de 2025) fue un jugador estadounidense de fútbol americano que jugó tres temporadas con dos equipos en la NFL en la posición de guard, fue dos veces All-Star y dos veces campeón de la NCAA.

## Carrera
A nivel universitario jugó para los Oklahoma Sooners, donde fue All-American en 1956 y 1957. Krisher jugó dos años en la AFL de 1960 a 1961 con los Dallas Texans. Fue seleccionado en el equipo All-AFL en 1960 y AFL Western Division All-Star en 1961.
Desde sus años universitarios Krisher fue miembro activo de Fellowship of Christian Athletes (FCA), y para 1975 fue el director de la región suroeste de la FCA.